# New Age (песня The Velvet Underground)
«New Age» — пятая песня на альбоме The Velvet Underground Loaded (1970). Это одна из четырёх песен с вокалом Дуга Юла, который был поощрён основным вокалистом и автором песен Лу Ридом. Также она появилась на альбоме 1969: The Velvet Underground Live с вокалом Рида, который исполнил более раннюю, значительно отличающуюся версию текста.
В первоначальном варианте песня была посвящена тогдашней девушке Рида, Шелли Албин и содержала возможную отсылку на его бисексуальность: «It seems to be my fancy to make it with Frank and Nancy.» Более поздняя, студийная версия написана с точки зрения поклонника, обращающегося к «толстой белокурой актрисе.»
Когда альбом был выпущен, эта песня вызвала споры. Рид, который за месяц до этого покинул группу, заявил, что его оригинальные версии песен «Sweet Jane», «Rock and Roll» и «New Age» были испорчены. С другой стороны Дуг Юл настаивает, что миксы Рида были соблюдены.
Издание альбома Fully Loaded (1997) включает альтернативную версию «New Age», наряду с другими ранее «испорченными» песнями, с подзаголовком «полноформатная версия». Она примерно на минуту длиннее, чем версия для винила.

## Известные кавер-версии
Тори Эймос включила кавер на песню (с использованием оригинального текста) в свой альбом Strange Little Girls (2001).